# Pauline Croizette
Pauline Croizette, née Pauline Marie Charlotte Croizette le 12 janvier 1839 à Saint-Pétersbourg, morte le 4 juin 1912 à Fréjus, est une pastelliste et miniaturiste française.
Petite-fille du dramaturge Armand Croizette, elle est l'épouse du peintre Carolus-Duran et la sœur de la comédienne Sophie Croizette.

## Biographie
Pauline Croizette épouse Carolus-Duran, rencontré lors d'une visite au musée du Louvre, le 30 janvier 1868. Le peintre la représente dans sa célèbre toile La Dame au gant (1869) (Paris, musée d'Orsay) ainsi que dans son autoportrait Le Baiser (1868).
Le couple aura trois enfants, deux filles, dont l'une sera l'épouse de Georges Feydeau, et un garçon.
Sarah Bernhardt donne une description physique et morale des sœurs Croizette qu'elle a bien connues, dans son autobiographie Ma double vie : mémoires de Sarah Bernhardt (1907)
Elle repose avec son mari au cimetière Saint-Léonce de Fréjus.

## Œuvres
Pauline Croizette est essentiellement connue pour des copies de grands maîtres. Elle exposa au Salon de 1864, de 1866 et à celui de 1875. On lui doit aussi des portraits.
- Coupe en porcelaine de Sèvres,d'après Nattier
- Le Galant Jardinier, d'après Schenau
- Pierre Carolus Duran, 1882, pastel
- Portrait de Marguerite Baugnies, 1882, musée de Louviers
- Portrait d'enfant, 1884
- Portrait d'André bébé, 1903
- Portrait de Marie-Anne Duran
- Portrait de Mme Eugène Bloch